# Idomeneo

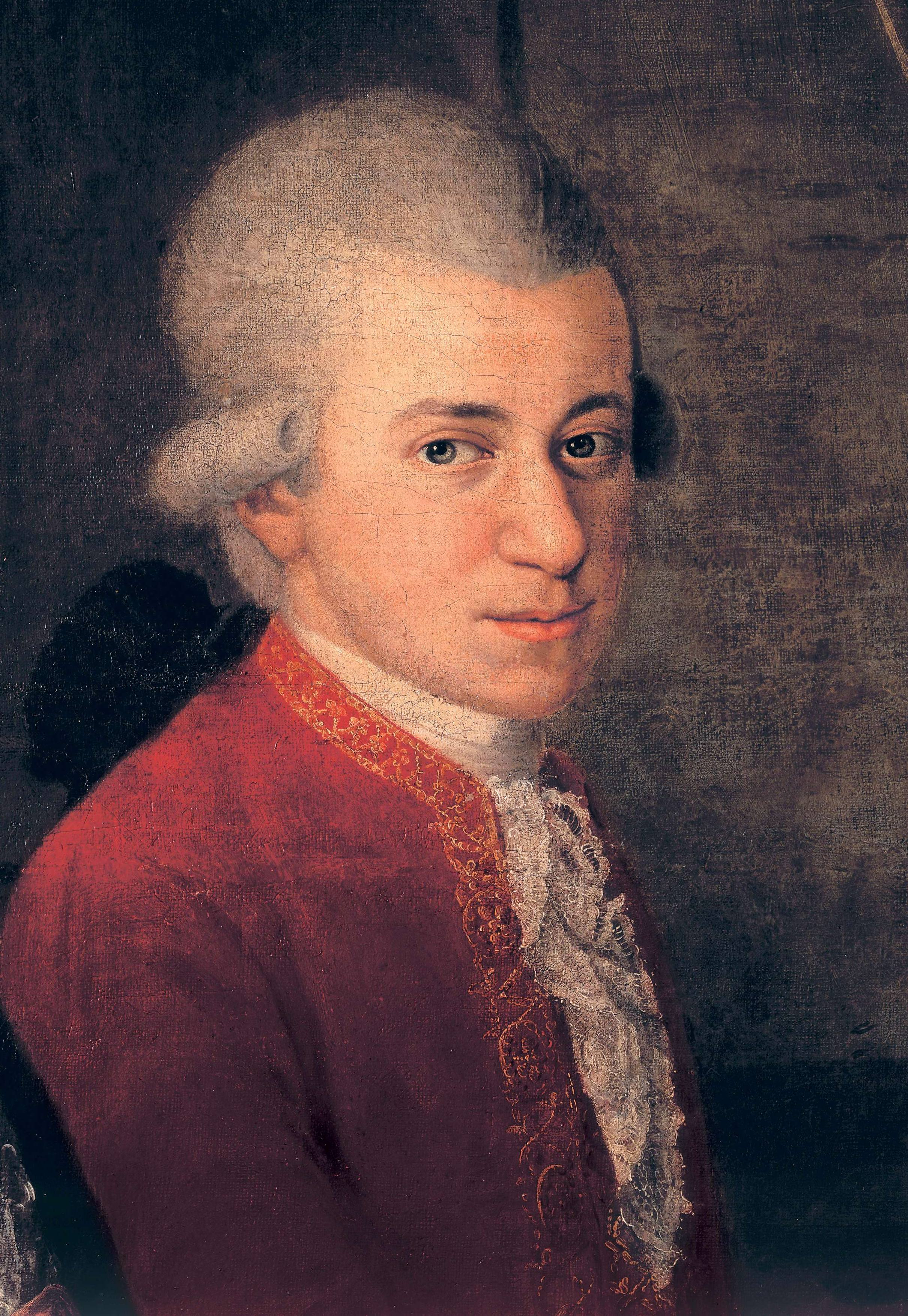
Mozart

Idomeneo, Rè di Creta (KV 366) is een opera seria (Dramma per musica) in drie bedrijven. De opera verhaalt over koning Idomeneus van Kreta die na zijn terugkeer uit de Trojaanse Oorlog gedwongen wordt zijn zoon op te offeren. Ook wordt de verhouding tussen mensen en goden behandeld. Geheel passend bij de tijd waarin het verhaal speelt wordt door ingreep van de goden een goed einde afgedwongen.
De opera werd gecomponeerd door Wolfgang Amadeus Mozart, het libretto werd geschreven door Giambattista Varesco. De opera werd gecomponeerd en geschreven in opdracht van Karel Theodoor van Beieren. De opera werd voor het eerst op 29 januari 1781 in München opgevoerd. De handeling vindt plaats in Kydonia, de hoofdstad van Kreta, vlak na het einde van de Trojaanse oorlog.

## Rolverdeling
- Idomeneo, koning van Kreta - tenor
- Idamante, zijn zoon - mezzosopraan of tenor
- Ilia, prinses van Troje en dochter van Priamus - sopraan
- Elektra (Elettra), dochter van Agamemnon, de koning van Argos - sopraan
- Arbace, raadsman van Idomeneo - tenor
- Hogepriester van Neptunus - tenor
- Het orakel - bas
- Koor

## Synopsis

### Eerste bedrijf
In de eerste akte wordt Ilia als krijgsgevangene naar Kreta gebracht, waar zij enerzijds heimwee voelt naar haar vaderland, maar ook liefde voor haar vijand Idamante, de prins van Kreta. Idamante verkondigt de terugkeer van zijn vader Idomeneo en uit dankbaarheid voor diens behouden terugkeer schenkt hij de Trojanen de vrijheid; dit zeer tot ongenoegen van Elektra, die ook verliefd is op Idamante, maar haar positie door de Trojaanse prinses Ilia bedreigd ziet. Raadsheer Arbace brengt dan het nieuws dat de vloot van de koning in noodweer terecht is gekomen en dat Idomeneo is gestorven. Idamante's verslagenheid is groot en hij gaat naar het strand om zijn verdriet te verwerken.
Het blijkt echter dat Idomeneo is gered door de zeegod Neptunus en is aangespoeld op een strand. Hij herhaalt de belofte die hij aan Neptunus deed om het eerste wezen dat hij tegenkomt, als hij aan land komt, te offeren. Het blijkt Idamante te zijn, maar omdat ze elkaar lang niet hebben gezien, herkennen vader en zoon elkaar niet direct. Als Idomeneo zich echter realiseert dat hij zijn eigen zoon moet offeren, beveelt hij hem dat Idamante nooit meer op zoek mag gaan naar hem. Idamante is gebroken door zijn vaders afwijzing.

### Tweede bedrijf
Raadsheer Arbace adviseert de koning om zijn zoon ver weg te sturen, zodat hij het offer niet hoeft te brengen. In plaats van Idamante kan dan een ander slachtoffer worden gezocht. De koning stuurt zijn zoon met Elektra naar Argos. Ilia echter heeft nu, na haar familie en vaderland, ook haar geliefde verloren. Zij verklaart dat Idomeneo haar nieuwe vader is en Kreta haar nieuwe vaderland.
Bij het afscheid in de haven van Kydonia drukt Idomeneo zijn zoon op het hart dat hij, tijdens zijn verbanning, moet leren om het land te besturen. Vervolgens steekt er een zware storm op en er duikt een enorm zeemonster uit de zee op. Idomeneo, bang voor de toorn van Poseidon wegens het verbreken van zijn belofte, biedt zich aan als plaatsvervanger, zodat zijn zoon kan worden gespaard.

### Derde bedrijf
Idamante neemt afscheid van Ilia met het voornemen om tegen het zeemonster ten strijde te trekken. Zij verklaren elkaar hun liefde, maar worden daarbij betrapt door de koning en Elektra. Opnieuw wordt Idamante gemaand het land te verlaten.
De opperpriester dringt er bij Idomeneo intussen op aan eindelijk definitief bekend te maken wie het offer wordt dat aan Neptunus wordt gebracht en de koning geeft toe als hij zijn zoon noemt.
Het offer wordt in de tempel voorbereid: Idamante, die het zeemonster heeft overwonnen, moet door zijn vader worden gedood. Ilia, in een poging het leven van haar geliefde te redden, probeert zich op het zwaard te werpen. Op dat moment echter klinkt de stem van het orakel: Neptunus zal tevreden gesteld zijn als Idomeneo de troon overdraagt aan Idamante en Ilia.

## Trivia
- Mozarts opdrachtgever, Karel Theodoor van Beieren, was tevens de laatste markies van Bergen op Zoom.